# Nørreballe (Lolland)
 Denne artikel omhandler byen Nørreballe (Lolland). Der er også andre byer med dette navn, se Nørreballe.
Nørreballe er en by på Lolland med 476 indbyggere  (2024), beliggende 21 km øst for Nakskov og 7 km nordvest for kommunesædet Maribo. Byen hører til Lolland Kommune og ligger i Region Sjælland.
Nørreballe hører til Østofte Sogn. Østofte Kirke ligger i den nordøstlige ende af den tidligere landsby Østofte, som Nørreballe efter Danmarks Statistiks definition er vokset sammen med, da der er under 200 meter mellem bebyggelserne. Så Østofte er nu en bydel i Nørreballe. Det er den tidligere landsby Pårup også.

## Faciliteter
I 2005 blev skolerne i Stokkemarke, Bandholm og Østofte slået sammen og placeret på Østofte Skole, som blev en afdeling af Maribo Skole.
Østofteafdelingen indgår nu i Distriktsskolen Øst og har 181 elever, fordelt på 0.-6. klasse og Margretheafdelingen, som er specialundervisningstilbud for store dele af Lolland. Østofte-matriklen rummer også Lama SFO, børnehaven Møllebakken og "Legestue og Dagpleje".
Skolen benytter Østofte Hallen lige ved siden af. Hallen er også hjemsted for Østofte Gymnastik & Idrætsforening, der er stiftet i 1945 og tilbyder fodbold, gymnastik, badminton og løb. Og ØHH (Østofte/Hillested håndboldklub) som blev stiftet i 1971.
Østofte har et forsamlingshus, der er opført efter at det gamle brændte i 1978. Hotel Lolland i Nørreballe åbnede i 2009 i et nedlagt, renoveret plejehjem. Det har 12 værelser af forskellig størrelse, og alle møbler (undtagen sengene) er fundet i genbrugsbutikker. Nørreballe har også købmand.

## Historie
I 1899 beskrives Østofte, Nørreballe og Pårup således: "Østofte med Kirke, Præstegd., Skole, Mølle, Andelsmejeri; Nørreballe med Fattiggaard (opr. 1865, Plads for 40 Lemmer) og Hospital (opr. 1778 af Grev J. H. Knuth, † 1802, og Sognepræst J. A. Dyssel, † 1789, Plads til 4 fattige); Paarup med Mølle;".

### Stationsbyen
Nørreballe fik station på Maribo-Torrig Jernbane, der havde den korteste levetid af alle danske privatbaner: 1924-41. Stationsbygningen er bevaret på Stationsvænget 6.
Det lave målebordsblad, der er tegnet efter nedlæggelsen af banen, viser desuden forsamlingshus, bageri, telefonstation, autoværksted samt alderdomshjemmet, det nuværende hotel, opført på det tidligere baneterræn.